# Narke capensis
Narke capensis är en rockeart som först beskrevs av Gmelin 1789.  Narke capensis ingår i släktet Narke och familjen Narkidae. IUCN kategoriserar arten globalt som otillräckligt studerad. Inga underarter finns listade i Catalogue of Life.